# 대한민국의 국장
대한민국의 국장(大韓民國의 國章)은 대한민국을 상징하는 문장이다. 대한민국 정부에서 지정한 정식명칭은 나라문장이다. 대한민국의 국장은 외국에 보내는 공문서와 국가적으로 중요한 문서, 그리고 그 외 시설이나 물자 등에서 사용되고 있다. 현행 도안은 국장 가운데에 태극이 그려져 있으며 대한민국의 국화인 무궁화 꽃잎 다섯 개가 태극을 감싸고 있다. 꽃잎 아래쪽에 있는 파란 리본에는 "대한민국"이라는 국명이 한글로 쓰여져 있다.

## 역사
제1공화국부터 1963년 이전까지는 태극 주위에 건·곤·감·리 4괘를 원형으로 배치한 형태였다. 현행 디자인은 1963년 12월 10일에 각령 '나라문장 규정'을 통해 개정된 것이다. 이 각령은 국한문 혼용이었다가 1970년 대통령령에 따라 한글로 개정되었으며 현 규정은 여기에 기초하고 있다. 이후 1984년, 1997년, 2011년에 대한민국의 국기 색상이 변경되었을 때 국장의 태극 및 리본 색상도 함께 변경되었다.

## 규격

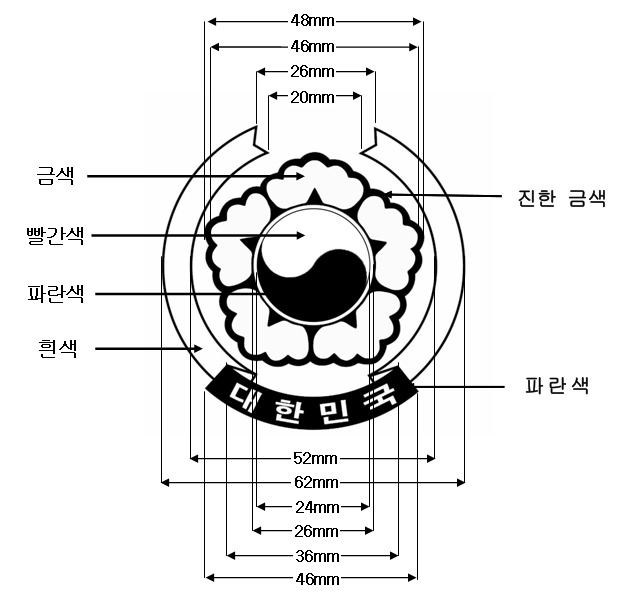
대한민국의 국장 규격

## 주요 사용처
아래는 대한민국 대통령령 나라문장규정 제3조에 명시되어 있는 국장의 용도이다.
1. 외국·국제기구 또는 국내외국기관에 발신하는 공문서
2. 1급 이상 상당 공무원(고위공무원단에 속하는 공무원을 포함한다)의 임명장
3. 훈장 및 훈장증과 대통령 표창장
4. 국가공무원 신분증
5. 국·공립대학교의 졸업증서 및 학위증서
6. 재외공관 건물
7. 정부 소유의 선박 및 항공기
8. 화폐
9. 기타 각 중앙행정기관의 장이 국가 표지를 필요로 한다고 인정하는 문서·시설 또는 물자

## 대한민국 국장 변천사

1919년부터 1948년까지 대한민국 임시정부 공식 문서 등에서 사용된 문장.
1948년 정부 수립부터 1963년까지 사용되었던 대한민국의 국장.
1963년부터 1984년까지 사용되었던 대한민국의 국장.
1984년부터 1997년까지 사용되었던 대한민국의 국장.
1997년부터 2016년까지 사용되었던 대한민국의 국장.
2016년에 동일 디자인에 색상이 수정되어 사용되는 현재 대한민국의 국장.

## 대한민국 국새 변천사

1919년부터 1948년까지 사용되었던 대한민국 임시정부의 국새
1949년부터 1962년까지 사용된 대한민국의 국새
1963년부터 1999년까지 사용된 대한민국의 국새
1999년부터 2008년까지 사용했던 대한민국 국새 (2010년부터 2011년까지는 임시로 사용하였음)
2008년부터 2010년까지 사용했던 대한민국 국새 (현재 폐기되었음)
2011년부터 현재까지 사용중인 대한민국 국새

## 그 외 대한민국 상징 문장

대한민국의 대통령 문장 무궁화를 가운데 두고 봉황 두 마리가 마주보고 있는 형상이다.
대한민국 정부 문장 태극문양을 변형시킨 형태로 2016년 4월부터 사용하고 있다.
대한민국의 국무총리 문장 무궁화 주위를 다시 무궁화 꽃잎이 두르고 있는 형상이다.
대한민국 국회 공식 문장 무궁화 도안 가운데에 '국회'가 한글 표기되어 있다.
대한민국 법원 공식 문장
대한민국 헌법재판소 공식 문장
대한민국의 지방의회 공식 문장 2014년-현재
대한민국의 지방의회 공식 문장 1991년-2014년

## 대한민국 국장의 적용 예

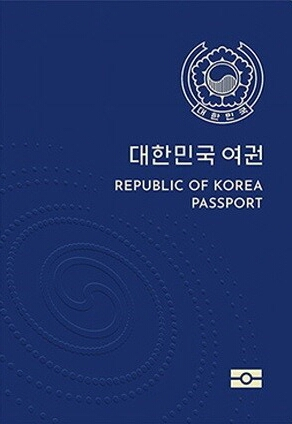
대한민국 여권 표지에 인쇄된 대한민국의 국장.

## 같이 보기
- 대한민국의 국새
- 대한민국의 국기
- 조선민주주의인민공화국의 국장
- 대한제국의 국장
- 태극 (문양)